# BR-472
La BR-472 es una carretera federal brasileña que discurre enteramente en el estado de Rio Grande del Sur. Se encuentra dividida en dos tramos discontinuados. 
El primer tramo se inicia (km. 0) en la intersección con la BR-158, en el municipio de Frederico Westphalen y finaliza en la intersección con la BR-392, dentro del casco urbano de Porto Xavier. El segundo tramo comienza en el municipio de São Borja en la intersección con las carreteras BR-285 y BR-287 y se extiende hasta el Puente Internacional Bella Unión - Barra do Quaraí, en la frontera con Uruguay. 
La carretera tiene una extensión de 656,6 kilómetros, de los cuales sólo 332,7 km. se encuentran pavimentados.
La carretera recorre la frontera con Argentina, hasta llegar a la triple frontera Brasil-Argentina-Uruguay. En la región existe una gran producción de soja, maíz, arroz, ovino, vacuno, entre otros productos. Uruguaiana tiene una gran importancia estratégica comercial internacional, considerando que se ubica equidistante de Porto Alegre, Montevideo, Buenos Aires y Asunción; así como por la importancia en la producción agrícola nacional.

## Recorrido
| Inicio del trecho                                     | Final del trecho                               | Extensión | Situación                   |
| ----------------------------------------------------- | ---------------------------------------------- | --------- | --------------------------- |
| Cruce con BR-158/BR-386 (acceso Frederico Westphalen) | Palmitinho                                     | 16,4 km   | Pavimentado                 |
| Palmitinho                                            | Cruce con BR-163 (Acceso a Itapiranga)         | 22,1 km   | Pavimentado                 |
| Cruce con BR-163 (Acceso a Itapiranga)                | Cruce con RS-330 (Tenente Portela)             | 5,6 km    | Pavimentado                 |
| Cruce con RS-330 (Tenente Portela)                    | Río Turvo                                      | 14,5 km   | Pavimentado                 |
| Río Turvo                                             | Cruce con BR-468 (A) (Acceso a Três Passos)    | 9,0 km    | Pavimentado                 |
| Cruce con BR-468 (A) (Acceso a Três Passos)           | Cruce con BR-468 (B) y RS-305                  | 12,1 km   | Pavimentado                 |
| Cruce con BR-468 (B) y RS-305                         | Cruce con RS-207 (A) (Acceso a Bom Progresso)  | 7,9 km    | Terrado                     |
| Cruce con RS-207 (A) (Acceso a Bom Progresso)         | Cruce con RS-207 (B) (Humaitá)                 | 4,1 km    | Pavimentado                 |
| Cruce con RS-207 (B) (Humaitá)                        | Cruce con RS-210 (Boa Vista do Buricá          | 22,6 km   | Terrado                     |
| Cruce con RS-210 (Boa Vista do Buricá                 | Cruce con RS-345 (Acceso a Três de Maio)       | 17,8 km   | Pavimentado                 |
| Cruce con RS-345 (Acceso a Três de Maio)              | Cruce con RS-162 (Acceso a Três Passos)        | 24,3 km   | Pavimentado                 |
| Cruce con RS-162 (Acceso a Três Passos)               | Cruce con RS-344 (A) (Acceso a Santa Rosa      | 10,4 km   | Pavimentado                 |
| Cruce con RS-344 (A) (Acceso a Santa Rosa             | Cruce con RS-344 (B) (Acceso a Santo Cristo)   | 6,4 km    | Pavimentado                 |
| Cruce con RS-344 (B) (Acceso a Santo Cristo)          | Santo Cristo                                   | 18,5 km   | Pavimentado                 |
| Santo Cristo                                          | Cruce con RS-540 (Acceso a Alecrim)            | 5,5 km    | Pavimentado                 |
| Cruce con RS-540 (Acceso a Alecrim)                   | Cruce con RS-575 (Acceso a Porto Vera Cruz)    | 8,5 km    | Pavimentado                 |
| Cruce con RS-575 (Acceso a Porto Vera Cruz)           | Cruce con RS-168 (Porto Lucena)                | 30,6 km   | Pavimentado                 |
| Cruce con RS-168 (Porto Lucena)                       | Cruce con BR-392 (Porto Xavier)                | 15,4 km   | Pavimentado                 |
| Cruce con BR-392 (Porto Xavier)                       | Cruce con RS-561 (São Nicolau)                 | 35,0 km   | No construido (planificado) |
| Cruce con RS-561 (São Nicolau)                        | Amália Camargo                                 | 60,0 km   | No construido (planificado) |
| Amália Camargo                                        | Cruce con BR-285 y BR-287 (Acceso a São Borja) | 60,0 km   | No construido (planificado) |
| Cruce con BR-285 y BR-287 (Acceso a São Borja)        | Acceso sur de São Borja                        | 3,1 km    | Pavimentado                 |
| Acceso sur de São Borja                               | Cruce con RS-529 (Acceso a Tuparaí)            | 70,2 km   | Pavimentado                 |
| Cruce con RS-529 (Acceso a Tuparaí)                   | Acceso Este a Itaqui                           | 10,5 km   | Pavimentado                 |
| Acceso Este a Itaqui                                  | Cruce con BR-290/BR-293 (A) (Uruguayana)       | 93,9 km   | Pavimentado                 |
| Cruce con BR-290/BR-293 (A) (Uruguayana)              | Cruce con BR-290 y BR-293 (B)                  | 1,3 km    | Pavimentado                 |
| Cruce con BR-290 y BR-293 (B)                         | Acceso Sur de Uruguayana                       | 4,0 km    | Pavimentado                 |
| Acceso Sur de Uruguayana                              | Frontera Brasil-Uruguay                        | 69,2 km   | Pavimentado                 |